# Haplogrupo A (ADN-Y)
Em genética humana, Haplogrupo A (M91) é um marcador genético que se encontra com mais frequência nos naturais na regia sul do rio Nilo e no sul de África. Representa o cromossoma mais antigo e com maior divergência. Supõe-se que seja o cromossoma mais próximo do ancestral comum a todos os homens.

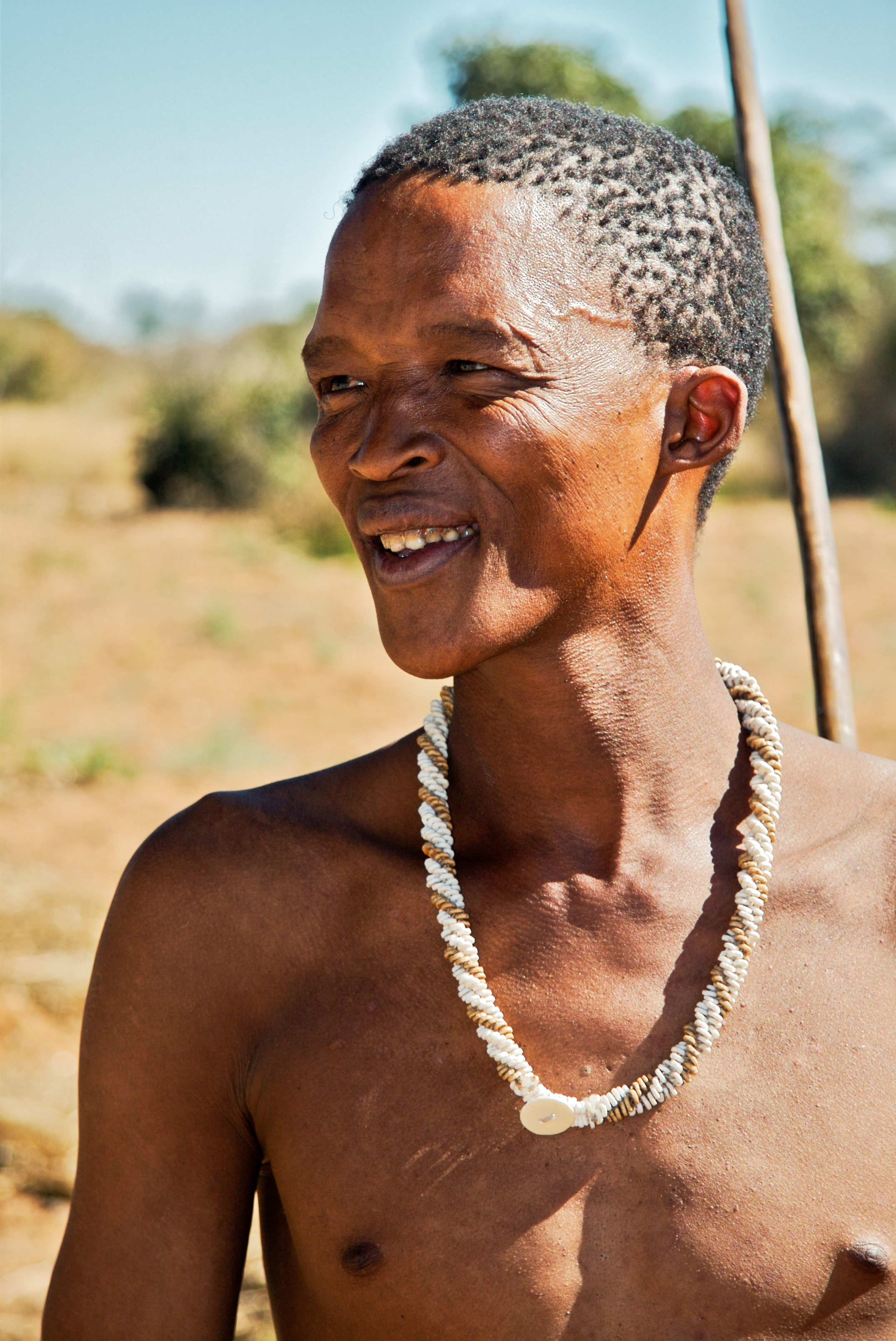
Haplogrupo A é comum entre o povo Khoisan.

De acordo com a versão 8.75, de 6 Setembro de 2013, da Sociedade Internacional de Genealogia Genética (ISOGG), a  ramificação que separa A0-P305 de A1-V161, pode ter ocorrido há cerca de 140 mil anos. Os haplogroupos A0-P305, A1a M31 e A1b1a-M14 encontram-se em África e o A1b1b-M32 é mais frequente em África. O haplogrupo que seria classificado como A1b2 é composto pelos haplogrupos de B a T. A ramificação interna do haplogrupo A1-V161 em A1a-M31, A1b1 e BT (A1b2) pode ter ocorrido há cerca de 110.000 anos. O A0-P305 é pouco frequente na África Central e Ocidental. O A1a-M31 é mais frequente no noroeste africano. O A1b1a-M14 é frequente nas populações que falam línguas khoisan. O A1b1b-M32 tem uma distribuição mais ampla;  desde as população de língua Khoisan, no sul, a populações do Leste Africano bem como fora do continente africano entre populações dispersas na Península Arábica.